# The Passion of the Christ
The Passion of the Christ ("Kristuspassionen") är en amerikansk film som hade biopremiär i USA den 25 februari 2004, regisserad av Mel Gibson med filmmanus av Benedict Fitzgerald och Mel Gibson på grundval av Bibelns passionsberättelse och med inspiration från Anna Katharina Emmericks visioner.

## Handling
Filmen börjar i Getsemane på andra sidan bäcken Kidron strax utanför Jerusalems murar, där Jesus vakar, i sällskap av Satan, och i närheten av sina sovande lärjungar, för att inom kort förrådas av Judas Iskariot. Under filmens två timmar och sju minuter skildras sedan Jesu sista tolv timmar före döden på korset.

## Om filmen
Inspelningen skedde i huvudsak i Italien, i städerna Matera och Craco, samt i Basilicata och i Cinecittà i Rom. Gibson, som själv uppges vara sedisvakantistisk katolik har uppenbarligen gjort allt i sin makt för att dels inskärpa Jesu lidande, dels göra filmen så trogen Bibeln och den katolska traditionen som möjligt. Dialogen äger i sin helhet rum på arameiska, hebreiska och latin. Filmen är textad, men till följd av den häftiga kritik filmen fått från judiska grupper för att uppmuntra antisemitiska stämningar har man inte översatt den replik Pontius Pilatus får från folkhopen sedan han tvått sina händer, nämligen 
Allt folket svarade: "Hans blod må komma över oss och över våra barn." (Matteusevangeliet 27:25)
Gibson, som tagit en avsevärd finansiell risk genom att personligen investera motsvarande flera hundra miljoner kronor (totalt US$ 25 miljoner) i filmen, har med filmen skakat om hela den amerikanska filmindustrin. Filmen gick upp på amerikanska biografer den 25 februari, på askonsdagen, inledningen på den kristna fastan. Bara de fem första dagarna spelade filmen in motsvarande omkring 800 miljoner kronor och en opinionsundersökning i mars 2004 visade att 11 procent av amerikanerna redan sett filmen, och att ytterligare 34 procent planerade att göra det – och detta trots att de synnerligen råa scenerna i filmen medförde att filmen barnförbjöds i USA. Huvudrollsinnehavaren Jim Caviezel fick varje dag utstå en sju timmar lång sminkning för att se tillräckligt tilltygad ut. Inför en scen drogs även hans axel ur led.

## Mottagandet i Sverige
Filmen gick upp på svenska biografer den 2 april 2004 och blev den mest besökta biofilmen under det första veckoslutet. Under den första veckan var förvånansvärt många i publiken i övre tonåren och kvinnor, och många var även orientaliska kristna. Svenska kyrkans forskningschef Bo Larsson var snabbt ute och tog avstånd från filmen i Svenska Dagbladet samma dag filmen hade Sverigepremiär och menade att "filmen riskerar att bli en blödande kliché, som bara upprätthåller fördomar. Några enkla svar finns inte". Larsson menade, med instämmande av vad K.G. Hammar tidigare sagt, att det gäller att "tona ner" korsfästelsen och dylikt och istället stå för en "hoppfull teologi".
Frikyrkorörelsen har varit betydligt mer positiv till filmen, och i Dagen skrev Birger Thureson den 20 februari att "Religionen anmäler sin återkomst i det samhälle, där moderniseringsprocessen med rötterna i upplysningstänkandet för länge sedan borde ha malt ned all tro." Olle Grönstedt i folkpartiets officiella partiorgan Nu ansåg att "gruppens etniska hemvist är ovidkommande" och att denna film "kommer att räknas som en av de verkligt betydande milstolparna i filmkonstens historia".

## Meningen med lidandet
Enligt traditionell kristen tro är hela meningen med Jesu lidande att åstadkomma försoning. Vi människor har, på grund av synden, ett behov av att bli försonade med Gud. En sådan försoning har Jesus, på korset, gjort tillgänglig för oss alla. Och detta genom att bära mänsklighetens totala skuldbörda och straffas i vårt ställe. I filmen är det ju själva lidandet som står i centrum. Men att lidandet sker för våra synder kommer också tydligt fram. Till exempel under filmens första sekunder, när ett citat från Jesaja 53 täcker filmduken. 

## Gibsons officiella motiv
"Det här är en film om kärlek, hopp, tro och förlåtelse. Han [Jesus] dog för hela mänskligheten, led för oss alla. Det är dags att gå tillbaka till detta grundläggande budskap. Världen har blivit galen. Vi skulle alla behöva lite mer kärlek, tro, hopp och förlåtelse." 
"Det var jag som satte honom på korset. Mina synder placerade honom där."

## Rollista i urval
- James Caviezel – Jesus
- Maia Morgenstern – Jungfru Maria
- Hristo Jivkov – Johannes
- Francesco De Vito – Petrus
- Monica Bellucci – Maria Magdalena
- Hristo Naumov Shopov – Pontius Pilatus
- Mattia Sbragia – Kajafas
- Rosalinda Celentano – Satan

## Viktigt tillfälle för amerikanska kyrkor
Många evangelikala kristna i USA har ansett filmen ha mycket stor betydelse för sina samfund. Marta Poling-Goldenne i Evangelical Lutheran Church in America (Grand Canyon Synod) skrev i ett nyhetsbrev till pastorer i samfundet:
Grip tillfället till mission, mina vänner! Gud förser oss med det bästa tillfället under de senaste 2 000 åren att nå ut med evangeliet till människor för vilka det är lite eller inte alls känt.

## Inslag i filmen som inte motsvaras av passager i Bibeln
- Satan talar till Jesus i trädgården, omedelbart före gripandet.
- Tempelvakten misshandlar Jesus under transporten till Sanhedrin
- Judas Iskariot plågas av barn, uppenbarligen besatta av demoner.
- Vid det första besöket hos Pontius Pilatus klandrar denne Sanhedrin för att Jesus bär spår av misshandel.
- Herodes Antipas framställs som en lismande, homosexuell lätting.
- Det samtal som Pontius Pilatus har med sin hustru angående kejsar Tiberius.
- Grymheten i det spöstraff som Jesus utsätts för är inte beskrivet i detalj i Bibeln, och det framgår inte att han nära nog skulle ha piskats ihjäl.
- De romerska vakternas piskande av Jesus längs Via Dolorosa.
- Veronikaduken omtalas inte i Bibeln (men väl i kyrklig tradition).
- Inget sägs om att Jesu högra arm dras ur led för att nå fram till det förberedda spikhålet i korset.
- Inget sägs om att korset vänds, med Jesus neråt, innan det reses.
- Namnet på de andra två korsfästa brottslingarna, Dismas och Gesmas, anges inte i Bibeln men väl i kyrklig tradition.
- När en av de övriga två korsfästa hånar Jesus hackas han i ögat av en korp, vilket det inte sägs något om i Bibeln.

Vad som inte kan återfinnas i Bibeln återfinns dock i allmänhet i den kyrkliga tradition som Gibson uppges bekänna sig till.

## Publikreaktioner i USA
Den 7 december 2003 visades The Passion of the Christ för publik första gången, i Austin, Texas. Gibson var närvarande och följde visningen — som enligt uppgift drog ner en fem minuter lång stående applåd — för att sedan medverka i en 90 minuter lång frågestund. 
När filmen sedan gick upp på askonsdagen 2004, lade den sig direkt på förstaplatsen i publiktoppen, vilket förvånade många, då ingen av de stora distributörerna velat ta sig an filmen på grund av dess svaga potential. Filmen har sedan dess blivit en otrolig publikframgång, främst i USA där den är den mest inkomstbringande independentfilmen någonsin och den sjunde totalt. Från USA rapporteras att eftersökta brottslingar har anmält sig till polisen efter att ha sett filmen. Minst två besökare ska också ha avlidit i sviterna efter biobesöket. Peggy Law Scott, 57, Wichita, Kansas fick en hjärtattack under filmen, och avled kort därefter. Pastor Jose Geraldo Soares, 43, i Brasilien avled också i en hjärtattack.

## Övrigt
Jim Caviezel, den skådespelare som gestaltade Jesus, träffades av blixten under inspelningen av filmen; biträdande regissören Jan Michelini träffades av blixten två gånger.